# Wyspy zaczarowane
Wyspy zaczarowane – zbiór esejów Waldemara Łysiaka o kulturze włoskiej wydany w roku 1974 nakładem Instytutu Wydawniczego „Pax”. Kolejne wydania ukazały się w roku 1978, 1986 i 1997. Formalnie książka była drugą publikacją (po powieści Kolebka), ale w księgarniach pojawiła się wcześniej. "Wyspy zaczarowane" zostały wysoko ocenione przez krytykę i przyniosły autorowi znaczny rozgłos. Publicysta Michał Radgowski pisał o autorze: Moralista, romantyk, poeta... Nikt nie zdoła dokładnie określić gatunku, do jakiego należą szkice Łysiaka. Jest swobodny jak ptak. 
Czwarte wydanie książki zostało przez autora "przestylizowane" i znacząco wzbogacone ikonograficznie.